# شاونيتاون
شاونيتاون (إلينوي) (بالإنجليزية: Shawneetown, Illinois)‏ هي مدينة تقع في الولايات المتحدة في إلينوي. يقدر عدد سكانها بـ 1,410 نسمة .

## التركيبة السكانية
حدّد مكتب تعداد الولايات المتحدة بيانات التركيبة السكانية لشاونيتاون في تعداد الولايات المتحدة. في ما يلي، التركيبة السكانية حسب تعدادي 2000 و2010.

### تعداد عام 2000
بلغ عدد سكان شاونيتاون 1,410 نسمة بحسب تعداد عام 2000، وبلغ عدد الأسر 632 أسرة وعدد العائلات 389 عائلة مقيمة في المدينة. في حين سجلت الكثافة السكانية 734.4 نسمة لكل كيلومتر مربع (1,902.1/ميل2). وبلغ عدد الوحدات السكنية 693 وحدة بمتوسط كثافة قدره 360.9 لكل كيلومتر مربع (934.7/ميل2).
وتوزع التركيب العرقي للمدينة بنسبة 96.17% من البيض و0.50% من الأمريكيين الأفارقة و2.34% من الأمريكيين الأصليين و0.14% من سكان جزر المحيط الهادئ و0.28% من الأعراق الأخرى و0.57% من عرقين مختلطين أو أكثر و1.70% من الهسبانيون أو اللاتينيون من أي عرق.
بلغ عدد الأسر 632 أسرة كانت نسبة 28.3% منها لديها أطفال تحت سن الثامنة عشر تعيش معهم، وبلغت نسبة الأزواج القاطنين مع بعضهم البعض 44.5% من أصل المجموع الكلي للأسر، ونسبة 13.6% من الأسر كان لديها معيلات من الإناث دون وجود شريك،  بينما كانت نسبة 3.5% من الأسر لديها معيلون من الذكور دون وجود شريكة وكانت نسبة 38.4% من غير العائلات. تألفت نسبة 35.1% من أصل جميع الأسر من عدة أفراد يعيشون في نفس المنزل ونسبة 18.7% كانت تتألف من شخص يعيش بمفرده يبلغ من العمر 65 عاماً أو أكثر. وبلغ متوسط حجم الأسرة المعيشية 2.20، أما متوسط حجم العائلات فبلغ 2.83.
بلغ العمر الوسطي للسكان 39.7 عاماً. وكانت نسبة 21.5% من القاطنين تحت سن الثامنة عشر، وكانت نسبة 9.5% بين الثامنة عشر والرابعة والعشرين عاماً، ونسبة 22.8% كانت واقعةً في الفئة العمرية ما بين الخامسة والعشرين والرابعة والأربعين عاماً، ونسبة 25.1% كانت ما بين الخامسة والأربعين والرابعة والستين، ونسبة 19.8% كانت ضمن فئة الخامسة والستين عاماً فما فوق. يوجد لكل 100 أنثى 86.2 ذكر، ويوجد لكل 100 أنثى في الثامنة عشر من عمرها فما فوق 80.1 ذكر.
بلغ متوسط دخل الأسرة في المدينة 20,789 دولارًا، أما متوسط دخل العائلة فبلغ 33,500 دولارًا. وكان متوسط دخل الذكور 32,368 دولارًا مقابل 20,208 دولارًا للإناث. وسجل دخل الفرد الخاص بالمدينة 17,834 دولارًا. وكانت نسبة 20.8% من العائلات ونسبة 27.8% من السكان تحت خط الفقر، وكان من هؤلاء نسبة 47.6% تحت سن الثامنة عشر ونسبة 13.8% في الخامسة والستين من العمر وما فوق.

### تعداد عام 2010
بلغ عدد سكان شاونيتاون 1,239 نسمة بحسب تعداد عام 2010، وبلغ عدد الأسر 529 أسرة وعدد العائلات 324 عائلة مقيمة في المدينة. في حين سجلت الكثافة السكانية 645.3 نسمة لكل كيلومتر مربع (1,671.3/ميل2). وبلغ عدد الوحدات السكنية 597 وحدة بمتوسط كثافة قدره 310.9 لكل كيلومتر مربع (805.2/ميل2).
وتوزع التركيب العرقي للمدينة بنسبة 96.37% من البيض و0.24% من الأمريكيين الأفارقة و0.24% من الأمريكيين الأصليين و0.08% من الأمريكيين ذوي الأصول الآسيوية و0.32% من الأعراق الأخرى و2.74% من عرقين مختلطين أو أكثر و2.50% من الهسبانيون أو اللاتينيون من أي عرق.
بلغ عدد الأسر 529 أسرة كانت نسبة 27.2% منها لديها أطفال تحت سن الثامنة عشر تعيش معهم، وبلغت نسبة الأزواج القاطنين مع بعضهم البعض 41.6% من أصل المجموع الكلي للأسر، ونسبة 14.4% من الأسر كان لديها معيلات من الإناث دون وجود شريك،  بينما كانت نسبة 5.3% من الأسر لديها معيلون من الذكور دون وجود شريكة وكانت نسبة 38.8% من غير العائلات. تألفت نسبة 34.2% من أصل جميع الأسر من عدة أفراد يعيشون في نفس المنزل ونسبة 19.1% كانت تتألف من شخص يعيش بمفرده يبلغ من العمر 65 عاماً أو أكثر. وبلغ متوسط حجم الأسرة المعيشية 2.29، أما متوسط حجم العائلات فبلغ 2.94.
بلغ العمر الوسطي للسكان 41.2 عاماً. وكانت نسبة 23.3% من القاطنين تحت سن الثامنة عشر، وكانت نسبة 8.1% بين الثامنة عشر والرابعة والعشرين عاماً، ونسبة 23.3% كانت واقعةً في الفئة العمرية ما بين الخامسة والعشرين والرابعة والأربعين عاماً، ونسبة 26.5% كانت ما بين الخامسة والأربعين والرابعة والستين، ونسبة 18.8% كانت ضمن فئة الخامسة والستين عاماً فما فوق. وتوزع التركيب الجنسي للسكان بنسبة 47.1% ذكور و52.9% إناث.

## أعلام
- توماس بوسي
- جيمس إتش ويلسون
- صموئيل إس. مارشال